# فورتونا (داکوتای شمالی)
فورتونا(به انگلیسی: Fortuna) شهری در ایالت داکوتای شمالی کشور ایالات متحده آمریکا است که جمعیت آن در سرشماری سال ۲۰۱۰ میلادی، ۲۲ نفر بوده‌است.